# Pelecopsis reclinata
Pelecopsis reclinata là một loài nhện trong họ Linyphiidae.
Loài này thuộc chi Pelecopsis. Pelecopsis reclinata được Herman Theodor Holm miêu tả năm 1962.